# Ligularia przewalskii
Язичник пржевальського (Ligularia przewalskii) — вид рослини родини айстрові.

## Назва
Названа на честь Миколи Михайловича Пржевальського. В англійській мові має назву «леопардова рослина» (англ. leopardplant).

## Будова
Рослина утворює густий килим з великих шкірястих посічених серцеподібних листків із зазубреними краями. Листя спочатку пурпурно-червоні, згодом стають коричневато-зеленими. Квіти жовті, схожі на ромен, з'являються у довгих суцвіттях на рівних квітконіжках з середини до кінця літа.

## Поширення та середовище існування
Зростає у північному Китаї.

## Практичне використання
Популярна декоративна рослина

## Галерея

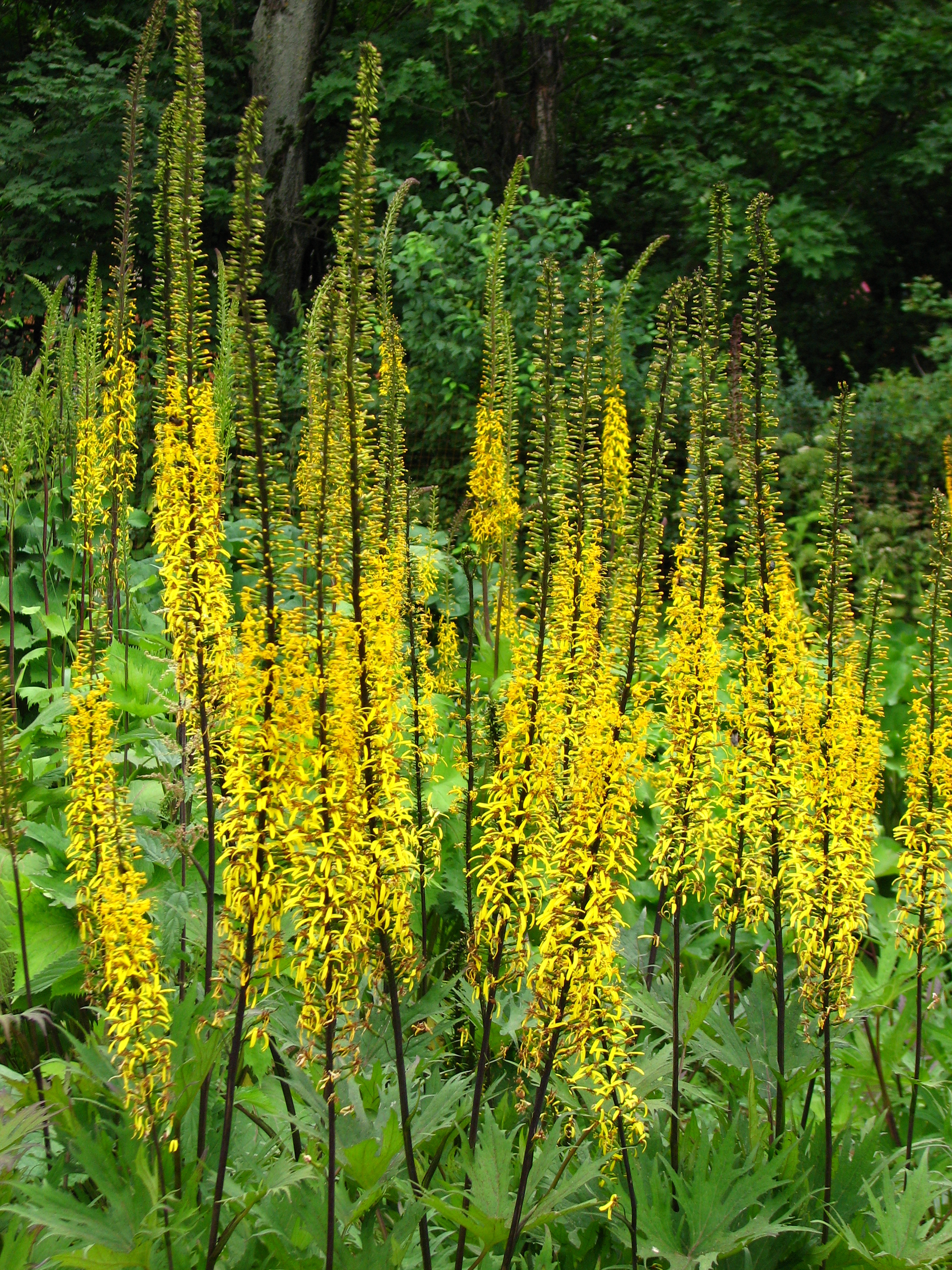
Зарості
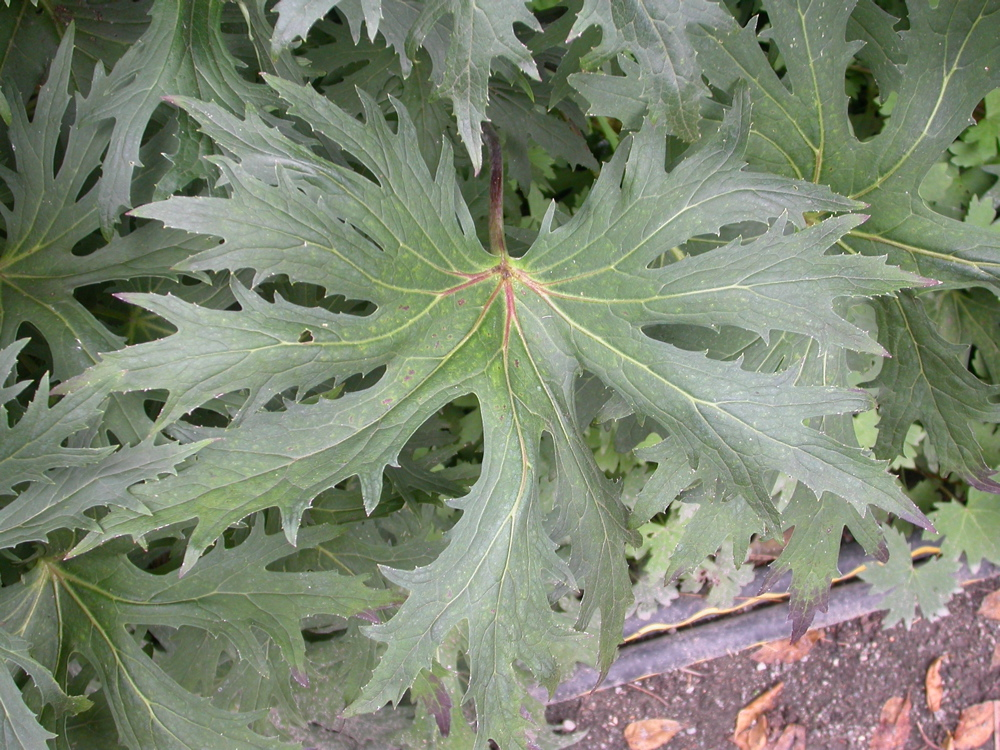
Листя
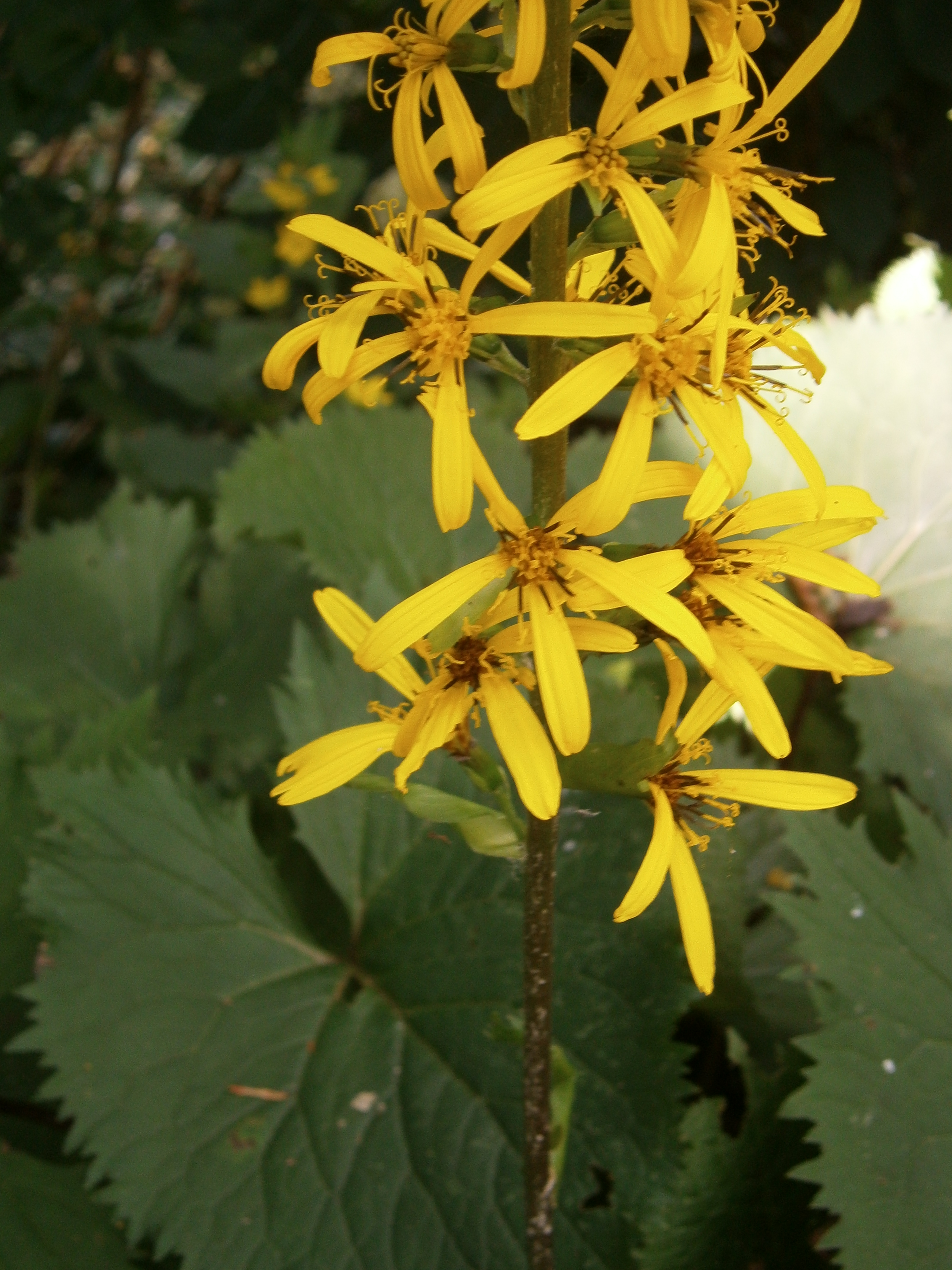
Квіти